# Jokszan
Jokszan – postać biblijna, czwarty syn Abrahama, a drugi pochodzący z jego małżeństwa z Keturą.
Miał dwóch synów: Sabę i Dedana.